# Mundham
Mundham is een civil parish in het bestuurlijke gebied South Norfolk, in het Engelse graafschap Norfolk met 177 inwoners.